# Sector bahía Anna Pink - Golfo de Penas
El sector bahía Anna Pink - Golfo de Penas es un sector geográfico situado en el océano Pacífico en la región austral de Chile, al sur del archipiélago de los Chonos. 
Administrativamente pertenece a la Provincia de Aysén de la Región Aysén del General Carlos Ibáñez del Campo.
Desde hace aproximadamente 6.000 años sus costas fueron habitadas por indígenas canoeros, antecesores del pueblo chono. A fines del siglo XVIII este pueblo había desaparecido.

## Ubicación
Es un sector geográfico situado en el océano Pacífico en la región austral de Chile, al sur del archipiélago de los Chonos.
Delimitado por el norte por la bahía Anna Pink, la boca Wickham, los canales Pulluche y Chacabuco y el paso Tres Cruces hasta topar con el canal Costa. El límite sur lo constituye la costa norte del golfo de Penas.
Se extiende de N-S por alrededor de 65 millas con un ancho medio E-W de 85 millas,

## Geología y orografía
Descrita en 

## Descripción del sector

### Bahía Anna Pink
Mapa de la bahía
Formada por el grupo de las islas Inchín y Clemente por el norte, la Boca Wickham por el este, la costa NW de la península de Taitao por el sur y la isla Inchemó y el océano Pacífico por el oeste. Mide 13 nmi entre la isla Inchemó y la entrada de la boca Wickham y 5 nmi en sentido N-S.

### Península de Taitao
Mapa de la península
Situada entre el extremo sur del archipiélago de los Chonos y la costa norte del golfo de Penas. Se prolonga desde el continente en dirección general NW desde la parte suroeste de la laguna San Rafael. Mide 65 nmi en dirección general NW a SE por 85 nmi de NE a SW.
El extremo NW de la península es la punta Seal, el extremo E la punta Rees, el extremo S el cabo Tres Montes y el extremo SE el cabo Cochrane.
Es alta y montañosa, sus principales cumbres son: en el cabo Taitao una cumbre de 784 metros; en la península Duende se levanta el cerro Yunque de 1.066 metros y la Cúpula de San Pablo de 696 metros que es visible desde el golfo Tres Montes.
Su costa es muy endentada y en ella se forman las siguientes penínsulas: Gallegos y Skyring en el sector SW de la bahía Anna Pink; Duende al sur de la de Skyring; Tres Montes en el extremo SW de la península principal y Forelius en el extremo SE de la misma; en el extremo NE de Taitao la península Sisquelán.
En su interior hay varias lagunas y lagos, los principales son: el lago Presidente Ríos que tiene varios brazos de largos variables de entre 9 a 12 nmi. Entre el brazo norte y el del noroeste hay una cumbre de 1036 metros de alto. El lago Elena situado al SW del anterior. Mide 17 nmi de NW a SE. y está rodeado por cadenas de cerros en los que destacan el cerro Circular de 765 metros y otros de 408 y 744 metros.

### Cabo Taitao
Mapa del cabo
Es el extremo NW de la península Skyring. Es característico en esta costa pues tiene la apariencia de una isla de 784 metros de alto. Es árido y escarpado. En su contorno hay numerosas rocas que no se alejan más de 1 nmi de la tierra.

### Puerto Refugio
Mapa del puerto
Ubicado en la costa SE de bahía Anna Pink entre la punta Stripe y la isla Puentes. En su entrada se encuentran el islote Hyatt y otros. En este puerto naufragó el vapor Valdivia. El canal de acceso es limpio y profundo, tiene solo 1½ cables de ancho.

### Boca Wickham
Mapa de la boca
Se forma por el lado sur de las islas Clemente y Guerrero y la costa norte de la península de Taitao. Abarca desde el extremo este de la bahía Anna Pink hasta la entrada sur del canal Pulluche. Mide 8 nmi de WNW a ESE por 2 nmi de ancho medio al través. En su costa norte desemboca el canal Williams.

### Canal Pulluche
Mapa del canal
Corre entre las islas Guerrero y Rivero por el norte y las islas Prieto y Salas por el sur. Une los canales Utarupa y Chacabuco con la boca Wickham. Su largo es de aproximadamente 15 millas con un ancho no superior a 1 milla. Es limpio en todo su recorrido.

### Canal Chacabuco
Mapa del canal
Fluye entre los islotes Lucía y Oelckers y la isla Humos por su ribera norte y las islas Salas, Canquenes, Fitz Roy, Piuco y Mac-Pherson por su costado sur. Tiene un largo de 20 nmi en dirección general W-E y un ancho variable entre ½ y ¾ nmi. 
Es la continuación hacia el este del canal Pulluche uniéndolo con el canal Costa mediante el paso Tres Cruces. Por su ribera norte desemboca el canal Errázuriz.

### Bajo Magallanes
Mapa del bajo
Situado en el lado sur de la derrota del canal Chacabuco. Se extiende de E a W como por 1 nmi, lecho de roca. Balizado con una boya ciega de estribor en 19 metros de agua. En 1921 la cañonera Magallanes de la Armada de Chile chocó contra el bajo.

### Isla Fitz Roy
Mapa de la isla
Situada al sur de la isla Humos de la que la separa el canal Chacabuco. Mide 12 nmi en dirección N-S por 9½ nmi a 90°. Su costa oeste es acantilada y endentada. Por su costado este corre el estero Barros Arana y por el suroeste el canal Carrera del Diablo. En su extremo NW tiene una baliza ciega de 4 metros de alto.

### Paso Tres Cruces
Se forma entre las islas Rojas y Figueroa por el lado norte y la isla Simpson por el sur. Mide 3 nmi de largo por un menor ancho de ¾ nmi. Debe navegarse a medio freo y tenerse atención con las corrientes que tiran 4 a 5 nudos.

### Península Skyring
Mapa de la península
Es el extremo NW de la península de Taitao. Separada de la costa continental por un istmo de ½ nmi de ancho. Es de forma triangular y mide 19 nmi de base por 15½ nmi de altura. 
Está formada por tres penínsulas más pequeñas, la de más al norte llamada Gallegos de 10½ nmi de largo, entre la bahía Anna Pink y el seno Gallegos; la central llamada Skyring de 16 nmi de largo, entre los senos Gallegos y Burns y la sur llamada Duende de 12 nmi de largo, entre los senos Burns y Cornish.

### Cabo Taitao
Mapa del cabo
Es el extremo NW de la península Skyring situado en L:45°53’00” S. G:75°05’00” W. según el Derrotero. Es uno de los promontorios más notables de este sector. Parece una isla de 800 metros de alto con varios picachos en su cumbre. Es escabroso, árido y escarpado.

### Seno Alejandro
Mapa del seno
Situado al SE de las islas Usborne se interna 6 nmi en dirección SE en la costa de la península de Taitao. En su interior hay un fondeadero de emergencia que tiene 1 nmi de boca por 1½ nmi de saco en fondo de fango, abrigado a todos los vientos excepto los del 3° cuadrante. En el lado sur de la entrada al seno se eleva el monte Alejandro de 590 metros de alto.

### Punta Rescue
Mapa de la punta
Sus coordenadas según el Derrotero son: L:46°19’00” S. G:75°09’00” W. Situado en el extremo SW de la entrada al estero San Esteban. Rodeado por rocas afloradas y sumergidas que se extienden hasta ¾ nmi de su costa.

En el año 1834 el HMS Beagle rescató a 5 desertores de un barco lobero de New Bedford, el Francés Henrietta

### Estero San Esteban
Mapa del estero
Ubicado en el lado este de la punta Rescue. En su costa occidental está ubicado el puerto San Esteban que ofrece un muy buen fondeadero en 18 metros de agua y fondo de fango. El cerro Oscuro de 645 metros de alto es un buen punto de referencia para ubicar la entrada al estero. En el puerto se puede hacer aguada.

### Bahía San Andrés
Mapa de la bahía
Abre en la costa occidental de la península de Taitao entre la punta Pringle y el cabo Gallegos. En su lado oriental se eleva el cerro Cono de 488 metros de alto, notable por su forma cónica.

### Cabo Ráper
Mapa del cabo
Es un promontorio alto situado al sur de la punta Rees de la península de Taitao. Alrededor hay numerosas rocas sumergidas y afloradas. En él hay una torre de 14 metros de alto donde funciona el faro automático cabo Ráper. Este faro es aprovisionado desde puerto Slight.

### Península Tres Montes
Mapa de la península
Sus coordenadas según el Derrotero son: L:46°51’00” S. G:75°24’00” W. Es el extremo SW de la península de Taitao. Sus extremidades las constituyen por el NE la punta Morro, por el SE el cabo Stokes y por el S el cabo Tres Montes.
Es un macizo alto con acantilados en el que se forman varios esteros y bahías. En su extremo NW se eleva el cerro Picacho de 685 metros de altura, en su lado oeste hay una altura de 705 metros, el lado sur otra cumbre de 762 metros y en el sector noreste otro cerro de 762 metros.

### Cabo Tres Montes
Mapa del cabo
Sus coordenadas según el Derrotero son: L:46°59’00” S. G:75°25’00” W. Es el extremo sur de la península Tres Montes.
Es un promontorio muy notable de 396 metros de altura. En su alrededor hay rocas ahogadas hasta una distancia de 2 cables. Es un buen punto de recalada. Se debe tener especial atención con las corrientes de flujo que tiran con fuerza hacia el este.

### Golfo de Penas
Mapa del golfo
Está situado entre el cabo Tres Montes por el norte y el cabo Mogotes por el sur; su boca tiene un ancho de 50 nmi. Se interna en el continente en dirección general NE por 60 nmi.
Sus características principales son los continuos y violentos temporales que en él se experimentan, la mar gruesa que provocan los vientos reinantes y la existencia de una fuerte corriente procedente del oeste.

### Golfo Tres Montes
Mapa del golfo
Emplazado entre el lado este de la península Tres Montes, el costado suroeste de la península de Taitao, el costado oeste de la península Forelius y la costa oeste de la isla Purcell. Mide 24 nmi de ancho entre el cabo Stokes y la isla Purcell por 15 nmi de saco en dirección general norte.
En sus costas quebradas e irregulares se forman senos de extensión considerable, tales como los senos Holloway, Hoppner y Newman. También hay varias islas que forman el grupo Chaicayan también conocido como islas Marinas.

### Seno Holloway
Mapa del seno
Abre entre la costa NE de la península Tres Montes y el lado sur de las islas Marinas. Se extiende de SE a NW por 8 nmi con un ancho en su entrada sur de 2½nmi y ¾ de milla en su salida del NW. En el centro de la entrada se sondan 114 metros.

### Puerto Barroso
Mapa del puerto
Situado en la costa este de la península Tres Montes y el sector oeste de la entrada al seno Holloway. Mide 4 cables de ancho en su boca por 1½ nmi de saco en dirección sur. En el fondo del saco hay tres canalizos que conducen a un gran seno interior, estos canalizos son navegables solo por embarcaciones menores. 
El puerto tiene una playa arenosa frente a la cual se puede fondear en 18 a 20 metros de agua con fondo de roca, pero abrigado de los vientos dominantes. Este puerto es el mejor en el golfo de Penas para refugiarse de los malos tiempos. Hay aguada y mariscos en abundancia.

### Islas Marinas
Mapa de las islas
Es un extenso grupo de islas, islotes y rocas ubicados en el sector NE del seno Holloway y NW del golfo Tres Montes. Se extienden de NW a SE por una 11 nmi y de NE a SW por 10 nmi. Son altas y arboladas y sus costas acantiladas. Las más notables del grupo son la isla Pan de Azúcar que tiene una cumbre cónica de 561 metros y la isla Esfinge por su apariencia y de 243 metros de alto.

### Seno Hoppner
Mapa del seno
Situado en el extremo NW del golfo Tres Montes. Mide 7 nmi en sentido NE a SW por 3 nmi de mayor ancho. El ingreso al seno está estrechado por las islas Marinas y la costa de la península Tres Montes pero este canal es profundo y sin peligros para la navegación. En el lado occidental existe una fuente termal en la que el agua sale en forma abundante y cuya temperatura alcanza los 95 °C.  En el sector SW se abre el acceso al seno que conduce a puerto Slight.

### Estero Slight
Mapa del estero
Abre en dirección general SW en el sector suroeste del seno Hoppner. Mide 7 nmi de largo. Es angosto pero profundo a medio freo, su único peligro es la roca Barrientos ubicada a 3 nmi de la entrada. Ofrece varios fondeaderos: la caleta Lobos, caleta Buena y en el fondo el puerto Slight, empleado por las naves que van a aprovisionar el faro Cabo Ráper.

### Seno Newman
Mapa del seno
Abre en la costa de la península de Taitao en el ángulo NW del golfo Tres Montes. Mide 15 nmi de largo en dirección general NE, su ancho varía entre 1 y 2 nmi. Es limpio y corre encajonado entre dos cadenas de cerros boscosos que van aumentando su altura desde su entrada hacia el interior terminando en los cerros Escarpado y Exploración. Se recomienda navegarlo con la asesoría de un práctico local

### Península Forelius
Mapa de la península
Es el extremo SE de la península de Taitao a la que está unida por los istmos de Thule y de Riavel, ambos muy bajos y muy angostos, el primero tiene 250 metros de largo y el segundo 70 metros. Limita al occidente con el istmo de Thule y se extiende hacia el este por 16 nmi. Su mayor ancho es de 4 nmi en dirección N-S.
Es montañosa y está cubierta de un bosque espeso. De las montañas descienden numerosos arroyos. Sus cumbres principales son: en el extremo oeste el monte Capuleto de 256 metros de alto; los cerros Benjamín y Saúl de 221 y 390 metros de alto respectivamente, a continuación en la parte central los cerros Esmeralda, Barrancas y Forelius de 176, 315 y 401 metros y en la parte oriental los cerros Doble Pico de 279 metros y Miraflores de 225 metros.

### Golfo San Esteban
Mapa del golfo
Situado en el sector NE del golfo de Penas entre la isla Purcell y la costa sur de la península Forelius por su costado oeste y la parte norte de la isla Javier y la costa continental por el este. Mide 9 nmi de boca por 8½ de saco. En la costa continental entre la desembocadura del río San Tadeo hasta la punta norte de la entrada del abra Kelly hay una larga playa de arena en la cual rompe la mar permanentemente con gran violencia .

### Bahía San Quintín
Mapa de la bahía
Situada en el sector norte del golfo de Penas, abre entre el sector este de la península Cirujano y las tierras bajas y pantanosas de la desembocadura del río San Tadeo. Es la más espaciosa, la mejor y más hermosa de los archipiélagos de la Patagonia. Mide 14 nmi de saco por 4 de ancho en su entrada. Su superficie se estima en 50 nmi cuadradas. De aguas de profundidad moderada donde pueden fondear naves de cualquier porte y calado. El acceso no presenta ninguna dificultad.

### Península Esmeralda
Mapa de la península
Situada 2¼ nmi al norte de la península Forelius en el sector noroeste de la bahía San Quintín. Mide 7½ nmi en dirección general E-W por un ancho medio de 3 nmi. En ella se destacan las siguientes cumbres: el pico Prat de 689 metros; los cerros Serrano y Arturo de 624 y 551 metros de alto respectivamente; y el cerro Angamos de 494 metros.
En el lado occidental del cerro Angamos hay una gran depresión del terreno, es el istmo que une la península Esmeralda a la península de Taitao. Las costas de la península son rocosas, excepto al fondo del seno Aldunate y las riberas del puerto Covadonga. El bosque comienza en la orilla y asciende hasta la cima de los montes. El crecimiento de los árboles es notable y muy superior al que se observa en los canales patagónicos de más al sur.

### Paso Expedición
Mapa del seno
Se forma entre la costa firme noreste de la bahía San Quintín y el lado norte de la isla del Diablo. Es un canalizo pequeño de aguas tranquilas que puede ser navegado solo por embarcaciones menores que se dirijan al río San Tadeo. Mide 4½ nmi de largo en dirección W-E por unos 400 metros de ancho. Esta zona presenta la particularidad de presentar un bosque seco en medio de las aguas y fango, los árboles están desnudos y sin follaje.
En la medianía del paso, en su ribera norte, se abre el pequeño seno Expedición que está totalmente embancado. Hacia el interior del seno se eleva el cerro Mañihuales de 338 metros de alto, notable por su forma cónica.

### Istmo de Ofqui
Mapa del istmo
Ubicado en el sector NE del paso Expedición, une la península de Taitao con el continente. Mide xxx nmi de ancho desde la ribera sur de la laguna San Rafael hasta la costa más próxima del paso Expedición. Toda la zona es de tierras muy bajas, de origen aluvial, cubiertas de bosques y cruzada por ríos de los cuales los más importantes son el río Lucac y el río Negro que unidos forman el río San Tadeo.

### Ventisquero San Quintín
Mapa del ventisquero
Situado al NE de la bahía San Quintín. El espectáculo de la cordillera de los Andes desde la bahía es uno de los más hermosos del mundo. Hacia el NE se eleva el monte San Valentín de 4.058 metros de alto y por cuyos lados se desprenden dos ríos de hielo, glaciares, llamados ventisquero San Rafael y San Quintín que son los dos más extensos que se encuentran en tan baja latitud. 
Desde el monte San Valentín se desprenden hacia el sur dos cadenas de montañas paralelas de 20 nmi de largo. La más oriental es la cordillera de los Andes que tiene picos tan elevados como el San Valentín y la cadena occidental, mucho más baja, forma con la primera un inmenso valle que va a terminar en el abra Kelly.

### Río San Tadeo
Mapa del río
Sus coordenadas según el Derrotero son: L:46°46’00” S. G:74°14’00” W. Su boca se abre a 4½ nmi al NE de la península Cirujano y en el sector oriental del extremo sur de la isla del Diablo. Tiene una barra en la entrada la que queda casi seca en las mareas de sicigias. Una mar gruesa rompe sobre ella casi permanentemente no dejando paso, excepto cuando hay pleamar y muy buen tiempo. Su ancho en la boca es de ¼ nmi.

### Abra Kelly
Mapa del abra
Sus coordenadas según el Derrotero son: L:46°59’00” S. G:74°07’00” W. Abre en la costa continental en el sector NE del golfo de Penas inmediatamente a continuación de la larga playa de arena que tiene el golfo San Esteban. 
Es una bahía que tiene dos brazos, el brazo norte llamado bahía Kelly con el tenedero del mismo nombre y otro brazo en dirección sur. La entrada al abra se encuentra entre la punta Blanca del continente y la punta norte de una isla sin nombre que se encuentra al sur. Está rodeada de montañas de 400 a 600 metros de altura. En su lado norte se ve el gran ventisquero San Quintín, excelente punto de referencia para reconocer el abra desde una 25 nmi de distancia .